# Rancolfo
Rancolfo (definito anche Rincolfo in dialetto perugino) è una frazione del comune di Perugia (PG), con 163 abitanti.

## Geografia fisica

### Territorio
Sotto il profilo geografico il paese è ubicato in prossimità dei limiti nordorientali del territorio comunale di appartenenza (Perugia) e nel settore più settentrionale della media Valle del Tevere, a breve distanza, pertanto, dalla Valtiberina, che convenzionalmente si estende a mezzogiorno fino alla città di Umbertide, situata a soli 14 chilometri di distanza su strada da Rancolfo. Perugia (centro città) è invece distante da questa sua frazione 24 km su strada, Firenze 150 km, Roma 192 km e Milano 433.
L'abitato propriamente detto, senza cioè considerare le case sparse presenti in zona, si sviluppa per quasi un chilometro lungo la strada comunale che porta il suo nome (Strada per Rancolfo), a un'altitudine compresa fra i 290 e i 345 m.s.l.m. circa, sul crinale di un sistema collinare che si estende tra il Tevere e l'Antiappennino. La chiesa parrocchiale di Santa Maria (o Santa Maria della Misericordia), posta a 330 m.s.l.m. è stata presa da tempo come punto di riferimento per determinare l'altitudine ufficiale della località, la stessa indicata nei vari censimenti, nelle pubblicazioni dell'ISTAT e in quelle di ampia diffusione e riconosciuta affidabilità, come l'Annuario Generale dei comuni e delle frazioni d'Italia del Touring Club Italiano

### Clima
Il clima di Rancolfo è di tipo temperato sublitoraneo con una media annuale di circa 14 °C ed è caratterizzato da inverni non particolarmente rigidi (la temperatura media di febbraio, il mese più freddo, è di 5,5 °C) ed estati con temperature elevate, ma non torride (la temperatura del mese più caldo, agosto, è di 24 °C). Nel corso dell'anno si registrano mediamente 37,4 giorni di gelo distribuiti nei mesi compresi tra novembre e aprile. Le precipitazioni, più abbondanti nella stagione primaverile e in quella autunnale, sono generalmente comprese fra i 600 e i 650 mm annuali.
| Rancolfo (PG)       | Gen  | Feb  | Mar | Apr | Mag | Giu | Lug | Ago | Set | Ott | Nov | Dic | Anno |
| ------------------- | ---- | ---- | --- | --- | --- | --- | --- | --- | --- | --- | --- | --- | ---- |
| Tp. max. media (°C) | 9    | 9    | 13  | 17  | 22  | 26  | 30  | 31  | 25  | 20  | 14  | 10  | 18,8 |
| Tp. min. media (°C) | 3    | 2    | 5   | 7   | 11  | 14  | 17  | 17  | 14  | 11  | 7   | 4   | 9,3  |
| Giorni di gelo      | 10,1 | 10,6 | 6   | 1,1 | 0   | 0   | 0   | 0   | 0   | 0   | 2   | 7,4 | 37,4 |
| Precipitazioni (mm) | 51   | 54   | 55  | 71  | 58  | 43  | 29  | 22  | 44  | 56  | 77  | 68  | 628  |

## Origine del nome
Il toponimo è di origine germanica e si è formato in età medievale. È costituito da due segmenti: quello in prima posizione è bring, con il significato di anello, recinto, o assemblea [ring in tedesco contemporaneo], mentre quello in seconda olfo [wolf in tedesco contemporaneo], ovverosia lupo. Ciò spiegherebbe anche la variante popolare (Rincolfo) ancora in uso al giorno d'oggi. La più antica attestazione di cui siamo a conoscenza risale all'anno 1163 con il toponimo espresso graficamente come Santa Maria Ranculfi

## Monumenti e luoghi d'interesse
A Rancolfo è situata la chiesa di Santa Maria, edificata nel 1646 e innalzata a dignità di parrocchia nel 1755 con il titolo di Santa Maria della Misericordia.

## Società

### Evoluzione demografica

#### L'abitato nell'Ottocento e oggi
Non ci è dato sapere quale fosse la effettiva consistenza demografica di Rancolfo fino ai XIX secolo allorché si iniziarono a effettuare delle rilevazioni dotate di un certo grado di affidabilità in relazione ai centri abitati minori dello Stato Pontificio. Nel 1861 anno in cui non solo Rancolfo, ma anche il resto dell'Umbria, le Marche e la Romagna con l'emiliana Bologna entrarono a far parte del Regno d'Italia e lo Stato Pontificio si ridusse alla sola Provincia di Roma, fu pubblicata la settima parte di un'opera di ampio respiro dal titolo Topografia Statistica dello Stato Pontificio compilata da Adone Palmieri su incarico delle autorità pontificie. In tale parte, dedicata alla Provincia di Perugia, venivano censiti tutti i centri abitati che la costituivano, fra cui anche Rancolfo che, unito alla località rurale di Vicolo (e alle case sparse presenti in zona) possedeva una popolazione di 383 abitanti raggruppati in 60 famiglie insediate in 56 case.
Esattamente un secolo e mezzo più tardi, secondo i dati relativi al 2011, Rancolfo aveva una popolazione di 152 abitanti, di cui 8 con cittadinanza straniera (4 europei, 2 africani e 2 provenienti dalle Americhe), subendo un decremento demografico di circa il 9% rispetto al censimento del 2001 (169 abitanti censiti). L'aspetto attuale del borgo è prevalentemente moderno: i due terzi circa delle edificazioni residenziali (35 su 55) sono costituiti da immobili eretti dal 1946 ai giorni nostri.. Anche l'edilizia destinata ad usi produttivi, commerciali e comunque non residenziali (30 unità immobiliari più 1 non utilizzata), sono in massima parte di fabbricazione recente (dall'immediato secondo dopoguerra ad oggi). Gli edifici più antichi, risalenti per lo più all'Ottocento e ai primi quattro decenni del Novecento, si concentrano nelle immediate vicinanze della Chiesa parrocchiale (del XVII secolo) e nella parte più elevata dell'abitato.